# Munster (Haut-Rhin)
Pour les articles homonymes, voir Munster.
Munster (prononcé /mœ̃stɛʁ/ ) est une commune française de la Collectivité européenne d'Alsace, en région Grand Est. Géographiquement, elle se trouve dans la région historique et culturelle d'Alsace et est la principale commune de la vallée de Munster, dans le massif des Hautes-Vosges.
La commune est étroitement liée à l’abbaye de Munster, fondée vers 660 et autour de laquelle elle s’est développée. S’appuyant sur les empereurs du Saint-Empire, les bourgeois de Munster grignotent progressivement le pouvoir de l’abbaye à partir du XIIIe siècle et parviennent à faire de Munster une ville d’empire en 1287. Au XVIe siècle, la plupart des habitants se convertissent au luthéranisme, tandis que l’abbaye décline matériellement et spirituellement. L’annexion au royaume de France en 1679 prive la ville de ses libertés, mais permet à l’abbaye de se redresser, jusqu’à la Révolution. Celle-ci entraîne la destruction presque complète de l’abbaye, au profit des bourgeois protestants qui rachètent son foncier à bas prix.
Parmi ces derniers, la famille Hartmann prend rapidement une place prépondérante fondée sur ses manufactures textiles. Au cours du XIXe siècle, les Hartmann bâtissent un empire industriel dans la vallée, dont Munster profite largement. La Première Guerre mondiale met fin à cette période de croissance : située directement sur le front des Vosges, la ville est bombardée quotidiennement à partir de 1915 et est détruite à 85 % à la fin de la guerre. La crise des années 1930, la Seconde Guerre mondiale puis la délocalisation progressive de la filière textile dans la deuxième moitié du XXe siècle détruisent progressivement le tissu industriel de la ville.
Au début du XXIe siècle, la commune reste marquée par la crise industrielle avec la présence de friches, des taux de chômage et de pauvreté plus élevés que la moyenne départementale et un revenu médian plus faible. Le redressement économique s’appuie largement sur le tourisme de nature, en tirant partie de l’emplacement de la commune au cœur du Parc naturel régional des Ballons des Vosges.

## Géographie

### Localisation et communes limitrophes
La commune de Munster se trouve dans le département du Haut-Rhin, dans la région Grand-Est. Elle se trouve dans la vallée de Munster, à l’endroit où celle-ci se divise entre la Grande Vallée, vers l’ouest, et la Petite Vallée vers le nord-ouest. Suivre l’une ou l’autre de ces vallées mène en direction de la Lorraine par delà les crêtes des Vosges, tandis que suivre la vallée principale en direction de l’est conduit vers la Plaine d’Alsace. La commune est bordée au nord et au sud de montagnes de l’autre côté desquelles se trouvent respectivement le Val d’Argent et le Florival. Elle se situe ainsi à 13,41 km de Wintzenheim, bureau centralisateur du canton de Wintzenheim se trouvant à l’entrée de la vallée de Munster, et à 20,64 km de Colmar, chef-lieu de l’arrondissement de Colmar-Ribeauvillé, dont elle dépend,,.
Les communes limitrophes sont Gunsbach et Griesbach-au-Val à l’Est, Hohrod au Nord, Stosswihr à l’Ouest, Luttenbach-près-Munster à l’Ouest et Eschbach-au-Val au Sud. Parmi celles-ci, les plus proches à vol d’oiseau sont Eshbach, à 1,14 km, Luttenbach, à 1,69 km et Hohrod, à 1,82. Il s’agit également des communes les plus proches par la route, bien que, dans le cas de Hohrod, la distance est sensiblement plus importantes dans ce cas, 2,96 km, du fait qu’elle se situe dans la montagne,,.

### Géologie et relief
Munster est située dans le massif des Vosges, plus précisément dans les Vosges méridionales. Sa superficie cadastrale est de 8,6 km2 et sa superficie géographique de 8,8 km2,,. L'altitude du territoire varie entre 341 m, au fond de la Fecht à la jonction avec Gunsbach, et 794 m au Frauenackerkopf, soit un dénivelé de 453 m. En dehors du Frauenackerkopf, au nord de la commune, les principaux sommets sont le Heidenruckenkopf (662 m), extension occidentale su précédent, et le Reichackerkopf (778 m), situé à l’extrémité orientale du ban communal et dont le Moenchberg constitue une prolongation vers l’Ouest,.
La majeure partie de l’habitat est installé sur le fond de la vallée, qui est essentiellement composé d’alluvions et de colluvions produits par les glaciers quaternaires lors de la glaciation de Würm. Les montagnes qui entourent la ville sont presque exclusivement constitués de granite porphyroïde à biotite et d’arènes granitiques,. Il existe trois types de sols : sols bruns acides autour du Frauenackerkopf, sols bruns acides à podzoliques sur les versants et sols de texture variable en fond de vallée. La vallée de la Fecht est connue pour la présence en sous-sol d’antimoine, de cuivre et de bismuth. Le vallon du Heidenbach, au nord du cimetière de la commune, constitue ainsi l’un des principaux gisements de cuivre et a fait l’objet d’une exploitation intensive au XVIe siècle.
La morphologie des versants et le couvert végétal favorisent l’infiltration de l’eau au travers des formations superficielles. Celle-ci est libérée par la suite par des sources à faible débit sous une forme pure et peu minéralisée. Les principaux captages de ces eaux se trouvent à Haslach et au Moenchberg,.

### Hydrographie

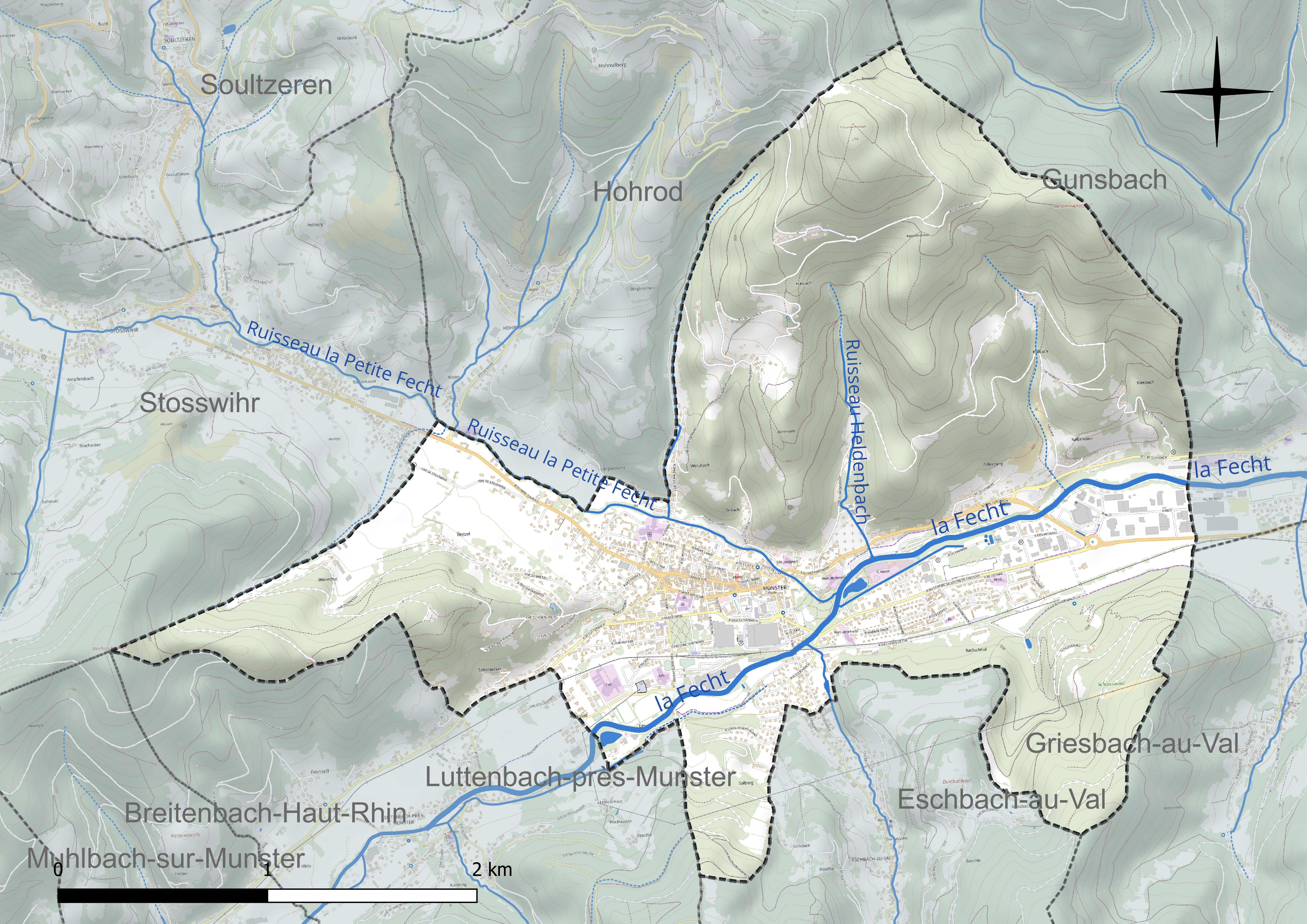
Réseau hydrographique de Munster.

La commune se situe à la confluence de la rivière Fecht, dite aussi Grande Fecht, et du ruisseau de la Petite Fecht. La Grande Fecht prend sa source à Metzeral puis suit la Grande vallée avant de traverser le territoire de la commune du sud-ouest à l’est sur une distance 3,326 km. La Petite Fecht prend sa source à Stosswihr, puis traverse la Petite vallée avant d’entrer sur le territoire de la commune de Munster par le nord-ouest, sur lequel elle court encore sur 1,868 km avant de se jeter dans la Fecht à hauteur du parc de la Fecht. Elle sert par ailleurs sur environ la moitié de son parcours de délimitation entre les communes de Munster et de Hohrod,,.
Trois autres ruisseaux se trouvent sur le territoire de la commune : le Walsbach, plus rarement appelé ruisseau du Hohrodberg, l’Eschbach, plus rarement appelé ruisseau d’Eschbach-au-Val et le Heidenbach. Le Walsbach prend sa source dans les montagnes au nord de la commune et coule sur l’ensemble de son trajet, soit 1,489 km sur son territoire avant de se jeter dans la Petite Fecht à hauteur du lieu-dit du même nom. Le Heidenbach prend sur la pente méridionale du Frauenackerkopf, sous le centre de cure de Haslach, puis coule dans le vallon du Heidenbach sur 1,423 km avant de se jeter dans la Fecht à hauteur du cimetière communal. L’Eschbach enfin coule pour l’essentiel sur la commune d’Eschbach-au-Val et seuls ses trois cents derniers mètres se trouvent sur la commune de Munster avant qu’il ne se jette dans la Fecht à hauteur du pont ferroviaire.

### Climat
Pour des articles plus généraux, voir Climat du Grand Est et Climat du Haut-Rhin.
En 2010, le climat de la commune est de type climat de montagne, selon une étude du Centre national de la recherche scientifique s'appuyant sur une série de données couvrant la période 1971-2000. En 2020, Météo-France publie une typologie des climats de la France métropolitaine dans laquelle la commune est exposée à un climat semi-continental et est dans la région climatique  Vosges, caractérisée par une pluviométrie très élevée (1 500 à 2 000 mm/an) en toutes saisons et un hiver rude (moins de 1 °C).
Pour la période 1971-2000, la température annuelle moyenne est de 9,6 °C, avec une amplitude thermique annuelle de 16,9 °C. Le cumul annuel moyen de précipitations est de 1 050 mm, avec 11,8 jours de précipitations en janvier et 10,2 jours en juillet. Pour la période 1991-2020, la température moyenne annuelle observée sur la station météorologique installée sur la commune est de 10,4 °C et le cumul annuel moyen de précipitations est de 1 053,5 mm. 
La température maximale relevée sur cette station est de 38,3 °C, atteinte le 5 juillet 2015 ; la température minimale est de −19 °C, atteinte le 20 décembre 2009,,.
| Mois                                  | jan.           | fév.           | mars           | avril         | mai           | juin          | jui.          | août          | sep.          | oct.          | nov.          | déc.          | année     |
| ------------------------------------- | -------------- | -------------- | -------------- | ------------- | ------------- | ------------- | ------------- | ------------- | ------------- | ------------- | ------------- | ------------- | --------- |
| Température minimale moyenne (°C)     | −1,3           | −1             | 1,3            | 4,5           | 8,1           | 11,9          | 13,4          | 13,1          | 9,7           | 6,3           | 2,5           | −0,4          | 5,7       |
| Température moyenne (°C)              | 1,9            | 2,7            | 6              | 10,1          | 13,6          | 17,8          | 19,3          | 19            | 15,2          | 10,8          | 6,1           | 2,8           | 10,4      |
| Température maximale moyenne (°C)     | 5,2            | 6,4            | 10,8           | 15,8          | 19,2          | 23,6          | 25,3          | 24,8          | 20,7          | 15,4          | 9,6           | 6,1           | 15,2      |
| Record de froid (°C) date du record   | −13,7 24.01.17 | −17,2 05.02.12 | −15,4 01.03.05 | −7,2 08.04.03 | −1 06.05.19   | 1,5 03.06.06  | 5,6 02.07.11  | 4,8 26.08.18  | 0,5 29.09.02  | −4,7 25.10.03 | −9,5 30.11.10 | −19 20.12.09  | −19 2009  |
| Record de chaleur (°C) date du record | 18,4 01.01.23  | 21,6 24.02.21  | 24,7 31.03.21  | 27,4 29.04.10 | 32,3 25.05.09 | 36,2 30.06.19 | 38,3 05.07.15 | 36,9 07.08.15 | 31,8 15.09.20 | 28,9 07.10.09 | 22,6 07.11.15 | 19,1 24.12.12 | 38,3 2015 |
| Précipitations (mm)                   | 121,4          | 92             | 80,7           | 64,2          | 86,1          | 81,7          | 76,2          | 79,9          | 63,6          | 97,8          | 85,3          | 124,6         | 1 053,5   |

| Diagramme climatique                                  |         |             |             |             |              |              |              |             |             |            |              |
| J                                                     | F       | M           | A           | M           | J            | J            | A            | S           | O           | N          | D            |
| 5,2−1,3121,4                                          | 6,4−192 | 10,81,380,7 | 15,84,564,2 | 19,28,186,1 | 23,611,981,7 | 25,313,476,2 | 24,813,179,9 | 20,79,763,6 | 15,46,397,8 | 9,62,585,3 | 6,1−0,4124,6 |
| Moyennes : • Temp. maxi et mini °C • Précipitation mm |         |             |             |             |              |              |              |             |             |            |              |

Les paramètres climatiques de la commune ont été estimés pour le milieu du siècle (2041-2070) selon différents scénarios d'émission de gaz à effet de serre à partir des nouvelles projections climatiques de référence DRIAS-2020. Ils sont consultables sur un site dédié publié par Météo-France en novembre 2022.

### Milieux naturels et biodiversité
La commune fait partie du parc naturel régional des Ballons des Vosges. Le ban communal comprend en outre deux zones Natura 2000. La première est une zone spéciale de conservation des chauves-souris, Grand Murin et Minioptère de Schreibers, et s’étend sur une grande partie de la zone montagneuse au nord du territoire, entre le Dubach et le Frauenackerkopf. La deuxième couvre les alentours de Haslach et fait partie de la zone de protection spéciale « Hautes-Vosges, Haut-Rhin » visant à protéger plusieurs espèces d’oiseaux, notamment le Grand Tétras, la Chevêchette d’Europe et plusieurs espèces de pics. Le lit majeur de la Fecht entre Munster et Wihr-au-Val constitue par ailleurs une zone humide remarquable du Haut-Rhin,.
Au total, 895 espèces animales et végétales sont répertoriées sur le territoire de la commune, dont 111 espèces protégées et 92 espèces menacées. Parmi celles-ci, la Laîche de Lachenal est en danger critique d’extinction à l’échelle mondiale et l’Helicopsis striata à l’échelle nationale.

## Urbanisme

### Typologie
Au 1er janvier 2024, Munster est catégorisée petite ville, selon la nouvelle grille communale de densité à sept niveaux définie par l'Insee en 2022.
Elle appartient à l'unité urbaine de Munster, une agglomération intra-départementale regroupant dix  communes, dont elle est ville-centre,,. Par ailleurs la commune fait partie de l'aire d'attraction de Colmar, dont elle est une commune de la couronne,. Cette aire, qui regroupe 95 communes, est catégorisée dans les aires de 50 000 à moins de 200 000 habitants,.

### Occupation des sols

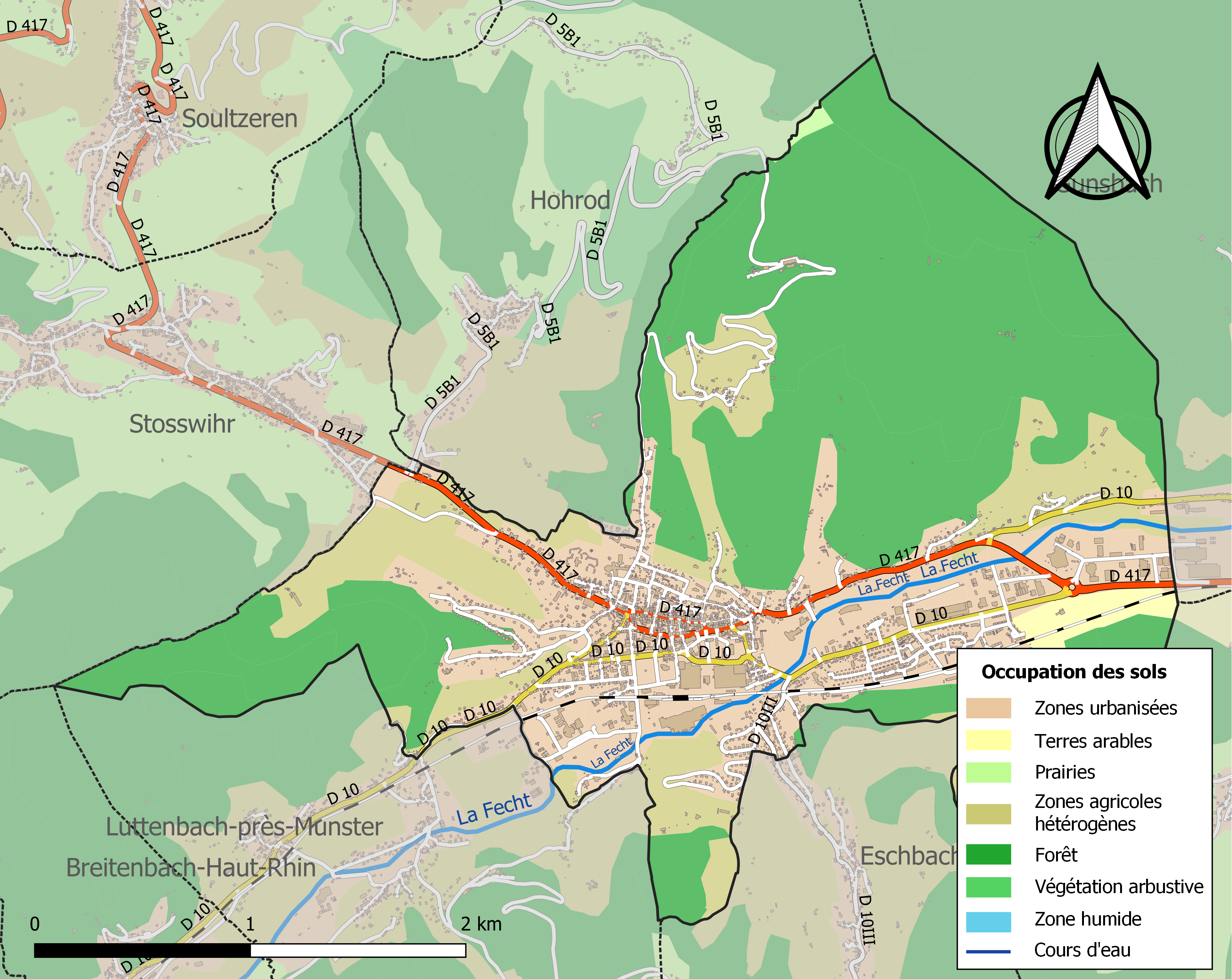
Carte des infrastructures et de l'occupation des sols de la commune en 2018 (CLC).

L'occupation des sols de la commune, telle qu'elle ressort de la base de données européenne d’occupation biophysique des sols Corine Land Cover (CLC), est marquée par l'importance des forêts et milieux semi-naturels (55,3 % en 2018), une proportion identique à celle de 1990 (55,3 %). La répartition détaillée en 2018 est la suivante : 
forêts (55,3 %), zones urbanisées (20,4 %), zones agricoles hétérogènes (15,5 %), zones industrielles ou commerciales et réseaux de communication (6,9 %), terres arables (1,6 %), prairies (0,3 %). L'évolution de l’occupation des sols de la commune et de ses infrastructures peut être observée sur les différentes représentations cartographiques du territoire : la carte de Cassini (XVIIIe siècle), la carte d'état-major (1820-1866) et les cartes ou photos aériennes de l'IGN pour la période actuelle (1950 à aujourd'hui).

### Voies de communication et transports

#### Voies et transports routiers
La commune est traversée par deux axes principaux, la RD 10 et la RD 417. La RD 417 assure le transit Nord-Ouest-Est depuis le col de la Schlucht et la Petite vallée vers Colmar. Elle traverse le centre historique de la commune via deux rues à sens unique, la Grand’Rue dans le sens amont et la rue Saint-Grégoire dans le sens aval, mais passe sur la rive gauche de la Fecht pour contourner le quartier du Badischhof par le Nord. La RD 10 assure le transit Ouest-Est depuis la Grande vallée et la route des Crêtes vers Colmar. Elle contourne le centre historique par le Sud puis traverse le quartier du Badischhof avant de rejoindre la RD 417 à la sortie de la ville en direction de Colmar,.
Avec 71 % des déplacements en 2022, la route constitue le principal moyen de transport au sein de la commune et le taux de motorisation est d’environ deux véhicules par ménage. Le stationnement est par conséquent un enjeu majeur. La commune compte ainsi près de neuf cents places publiques de stationnement matérialisées, dont 76 % sont gratuites. S’y ajoutent les parkings propres aux équipements publics, comme les gymnases, ainsi qu’une aire dédiée aux camping-car. En revanche, il n’existe pas de stationnement pour deux-roues et seulement quatre places publiques sont équipées avec des bornes de recharge de véhicule électrique.
La commune dispose en outre de plusieurs arrêts sur les lignes de cars Fluo-Haut-Rhin 68R010 Colmar-Soultzeren et 68R012 Sondernach-Mittlach-Metzeral-Munster, ainsi que sur la ligne Fluo-Vosges 88R013 Gérardmer-Munster,,. En outre, des bus SNCF remplacent le train sur la ligne A19 Colmar-Metzeral en début et fin de journée.

#### Aménagements cyclables
La commune dispose de deux itinéraires cyclables de liaison intercommunale. Le premier est une partie de la véloroute VV21 Wintzenheim-Mittlach et passe dans la partie Sud du territoire communal en longeant approximativement la voie ferrée et se trouve sur la majorité de son parcours à l’écart des zones densément bâties. Le second passe sur le côté Nord de la vallée pour relier Gunsbach à la Petite vallée. Environ la moitié de son parcours se trouve en agglomération. Il existe deux itinéraires d’interconnexion entre ces deux voies, mais ceux-ci ne disposent pas d’aménagements spécifiques et comprennent des sections dangereuses, notamment la traversée de la RD 10. Les liaisons intra-urbaines sont peu nombreuses et généralement seulement en partie aménagée. Elles desservent en outre assez mal les lieux qui en ont le plus besoin, comme les installations scolaires et sportives, et les liaisons Nord-Sud sont insuffisantes.

#### Transport ferroviaire

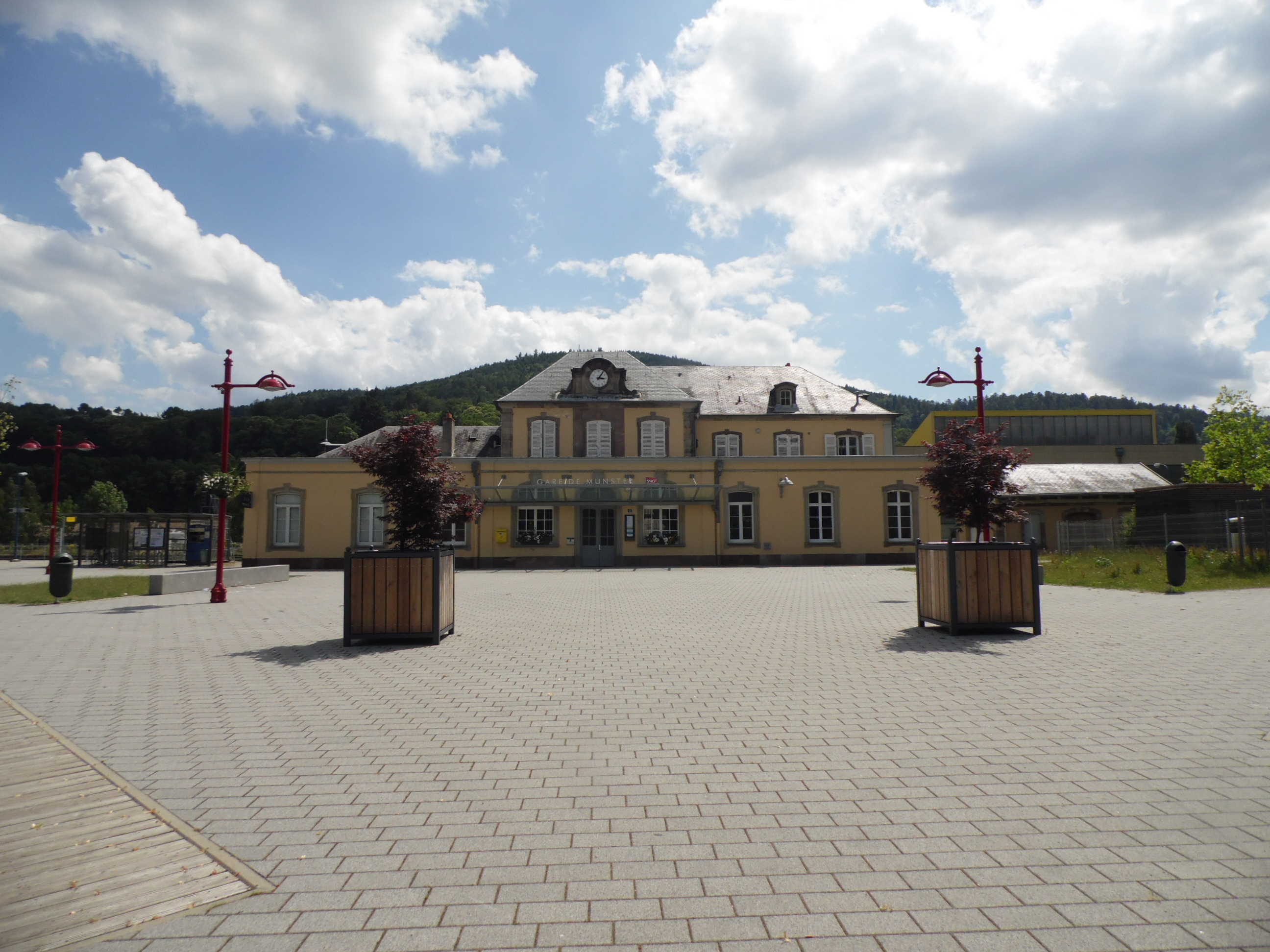
Gare de Munster.

Munster est traversée par la ligne de Colmar-Central à Metzeral, qui y franchit la Fecht sur un pont ferroviaire. Elle dispose d’une gare à proximité du centre-ville, ainsi que d’un arrêt desservant le quartier excentré du Badischhof. En début et fin de journée, la liaison n’est pas assurée par train mais par des cars SNCF.

### Risques naturels et technologiques

#### Risques naturels
La commune est exposée au risque d’inondation principalement sous la forme de crues à débordement lent de la Fecht et de la Petite Fecht. Celles-ci ont généralement lieu en hiver et au début du printemps, lorsque se conjuguent fortes précipitations et fonte des neiges. Les zones concernées par le risque inondation se trouvent donc en bordure de cours d’eau ; il s’agit pour la plus grande part de prairies. La dernière inondation majeure remonte à février 1990 ; avant celle-ci les principales inondations ont eu lieu en 1983, 1955 et 1947. La commune est aussi potentiellement exposée au risque d’inondation par onde de submersion en cas de rupture d’un barrage situé en amont de ces cours d’eau, notamment ceux de l’Altenweiher, du Schiessrothried, du lac Vert et du Forlet,.
La commune se trouve également en zone de risque sismique de niveau 3, ce qui correspond à un risque modéré. En dépit de sa situation montagneuse, elle est peu exposée aux risques de mouvements de terrain, les zones à risque étant circonscrites autour d’anciennes carrières et ouvrages militaires enterrés ainsi qu’en bordure de rivière du fait de l’érosion des berges. Le phénomène de retrait-gonflement des argiles est également faible sur le territoire communal et ne concerne que le fond de vallée. En revanche, la commune présente un risque majeur d’exposition au radon.

#### Risques technologiques
Le territoire de la commune comprend quatre installations classées pour la protection de l’environnement dont l’une, classée A, est situé dans l’ancienne filature du couvent, à proximité immédiate du centre-ville. Par ailleurs, une partie du ban communal se trouve dans le périmètre de deux autres ICPE implantés sur le territoire de la commune de Gunsbach. En outre, la commune comprend deux exploitations agricoles d’élevage soumises au règlement sanitaire départemental. Ces exploitations sont toutefois situées en périphérie et à l’écart des habitations, limitant le risque.
La commune est aussi potentiellement exposée au risque d’inondation par onde de submersion en cas de rupture d’un barrage situé en amont, notamment ceux de l’Altenweiher, du Schiessrothried, du lac Vert et du Forlet. De même, la zones artisanale et industrielle située dans la partie ouest de la commune pourrait être inondée en cas de rupture de la digue le long de la Fecht,.
Enfin, le centre-ville est traversé par la RD 417, l’exposant au risque de transport de matières dangereuses par voie routière. En revanche, bien qu’un gazoduc se trouve dans le sud-est du ban communal, il ne parcourt celui-ci que sur une courte distance et à l’écart des zones construites.

### Qualité de l'environnement
La commune compte un site classé Basol sur lequel une pollution est suspectée ou avérée et appelant une action des pouvoirs publics : le site de l’usine textile du couvent. Il existe par ailleurs trente autres sites industriels considérés comme pouvant être pollués et inscrit dans la base Basias,.
Dans le secteur de Haslach, l’eau potable est légèrement polluée au perchlorate provenant des munitions utilisées pendant la Première Guerre mondiale.

## Histoire

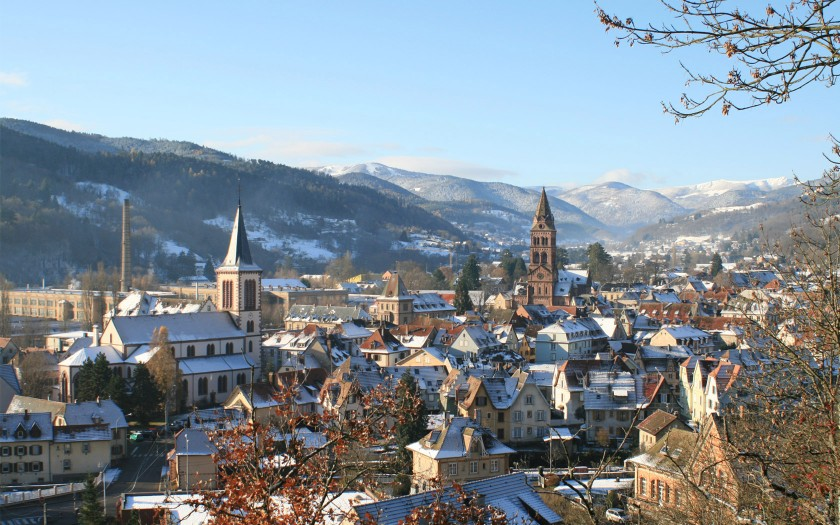
Munster en hiver.

### Moyen Âge
Un monastère suivant la règle de saint Benoît est fondé vers 660 à la confluence des deux Fecht, peut-être par des moines d’origine irlandaise ou anglo-saxonne. Celui-ci reste assez modeste jusqu’au IXe siècle lorsque Louis le Pieux et Lothaire lui font de nombreuses donations, comprenant notamment la majeure partie de la vallée de Munster,. De la fin du IXe siècle à la fin du XIIIe siècle, l’abbaye est l’enjeu de luttes de pouvoir entre l’empereur, les évêques de Strasbourg et de Bâle et les autres seigneurs de la région et les terres changent de main à de nombreuses reprises jusqu’à ce que Rodolphe de Habsbourg parvienne à imposer de manière plus solide la domination impériale sur la vallée,.
Pendant ce temps le village installé autour de l’établissement religieux croît et devient une ville. À partir de 1235, les habitants parviennent à obtenir de l’empereur de nouveaux droits et la ville, associée aux villages voisins sous le nom de Communauté du Val Saint-Grégoire, devient finalement en 1287 ville d’empire, ce qui en fait un État du Saint-Empire jouissant de l’immédiateté impériale.
Ces nouveaux droits entrent frontalement en conflit avec ceux de l’abbaye, elle aussi État du Saint-Empire de par son statut d’abbaye impériale. Les abbés conservent alors néanmoins encore largement le contrôle de la ville du fait qu’ils disposent du droit de nommer un tiers des conseillers communaux et que le stettmeister doit être l’un d’entre eux. Afin de limiter les conflits, la Ville et l’abbaye signent en 1339 le traité de Marquard qui établit précisément les droits et devoirs de chacun,. En 1354, la Ville forme une alliance, appelée la Décapole, avec les autres villes impériales d’Alsace.
À cette époque, l’économie locale repose principalement sur l’exploitation des forêts, notamment pour leur bois, ainsi que sur l’élevage des bovins, qui paissent en montagne l’été et dans la vallée en hiver. La transformation de la production laitière en fromage est attestée depuis le XVe siècle et donnera ultérieurement naissance au munster,.

### Temps modernes
De 1543 à 1559, les trois quarts des habitants passent au luthéranisme, ce qui avive encore les conflits avec l’abbaye. Ceux-ci atteignent un point tel que  Lazare de Schwendi doit servir de médiateur en 1575 pour amener les deux parties à un accord : par le traité de Kientzheim, l’abbaye reconnaît la liberté de confession des habitants et s’engage à payer le pasteur.
De 1618 à 1648, la ville, à l’instar de toute l’Alsace, souffre durement de la guerre de Trente Ans : la ville et l’abbaye sont en ruines et certains droits sont perdus au profit de la couronne de France. La ville perd définitivement son statut de ville impériale en 1679. Ce passage du Saint-Empire au royaume de France est particulièrement préjudiciable aux protestants, qui voient leurs libertés religieuses remises en cause par la révocation de l’édit de Nantes en 1685. La ville est notamment contrainte de mettre en place le simultaneum dans l’église. La liberté des habitants est par ailleurs remise en cause par la nomination en 1736 d’un prêteur royal qui peut s’opposer aux décisions du Conseil de la Communauté.
La ville commence à s’industrialiser à la fin de cette période en exploitant de manière plus systématique l’énergie hydraulique fournie par la Fecht et ses affluents. Une manufacture royale de laiton est ainsi établie au début des années 1720 par Jean-Ulrich Goll au lieu-dit Leymel. Bien que la concurrence des produits allemands la contraigne à cesser son activité dans les années 1740, l’exploitation de l’énergie électrique se poursuit et se développe rapidement.

### Révolution française et Empire
Le 25 juillet 1789, les habitants des villages faisant partie de la Communauté Saint-Grégoire prennent d’assaut l’hôtel de ville. La prééminence de Munster et de ses bourgeois sur les autres localités est notamment l’un des griefs des émeutiers. L’année suivante, ces villages deviennent des communes distinctes dotées chacune d’un maire et d’un conseil municipal, mais qui restent en partie rattachées à Munster, dont le « maire-président » dirige la Communauté du Val Saint-Grégoire, qui continue d’exister. La ville devient par ailleurs chef-lieu de canton en 1793.
La Révolution marque également la fin de l’abbaye, qui est d’abord pillée puis confisquée. Vendue comme bien national, elle est progressivement démolie dans les décennies qui suivent.

### Époque contemporaine

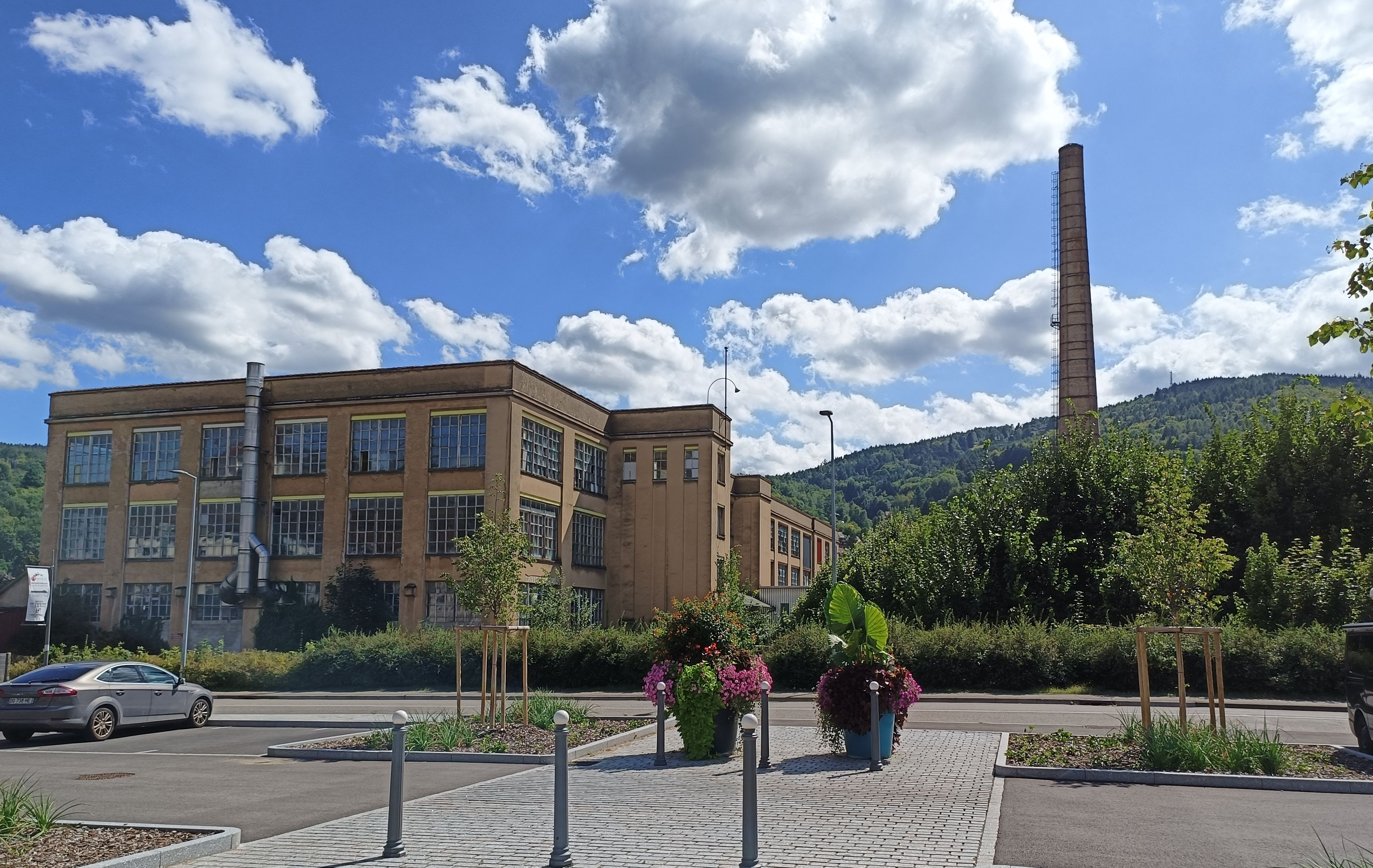
Manufactures Hartmann sur le site du Couvent

Le XIXe siècle est marqué par l’industrialisation massive de la ville sous l’égide de la famille Hartmann, qui devient également propriétaire de la majeure partie du foncier et occupe les positions politiques avec ses fidèles. Ils dotent également la ville de nombreuses infrastructures : écoles, hôpital, église protestante, théâtre, etc. et appuient le développement des transports, avec la création de la ligne ferroviaire Munster-Metzeral, de la route de la Schlucht et du tramway Munster-Schlucht.
La présence du col de la Schlucht fait toutefois de la Vallée de Munster un enjeu important pendant la Première Guerre mondiale et la ville subit des bombardements quotidiens à partir de février 1915, qui entraînent sa destruction à plus de 85%. Elle subit également de plein fouet la crise économique des années 1930, qui met en difficulté l’industrie textile et entraîne une hausse importante du chômage.
La ville est occupée par l’armée allemande le 18 juin 1940 puis subit le sort du reste de l’Alsace : annexée de fait au Reich, elle est contrainte d’en suivre les lois. Cette situation entraîne notamment l’incorporation de force des hommes dans l’armée allemande et l’embrigadement de la population, notamment des jeunes, dans les organisations paramilitaires comme les Jeunesses hitlériennes et le Bund Deutscher Mädel. Se trouvant à l’extrémité occidentale de la poche de Colmar, la ville n’est libérée que le 5 février 1945.
La commune a été décorée :
- de la croix de guerre 1914-1918[66].

- de la Croix de guerre 1939-1945[67].

Dans la seconde moitié du XXe siècle, l’industrie textile périclite progressivement du fait de la concurrence avec le marché étranger. Il s’ensuit une désindustrialisation massive ayant pour conséquence la multiplication des friches et la disparition d’une grande partie des emplois locaux. Malgré une réorientation de l’activité économique vers le tourisme, la ville devient en partie une ville-dortoir.

## Politique et administration

### Découpage territorial

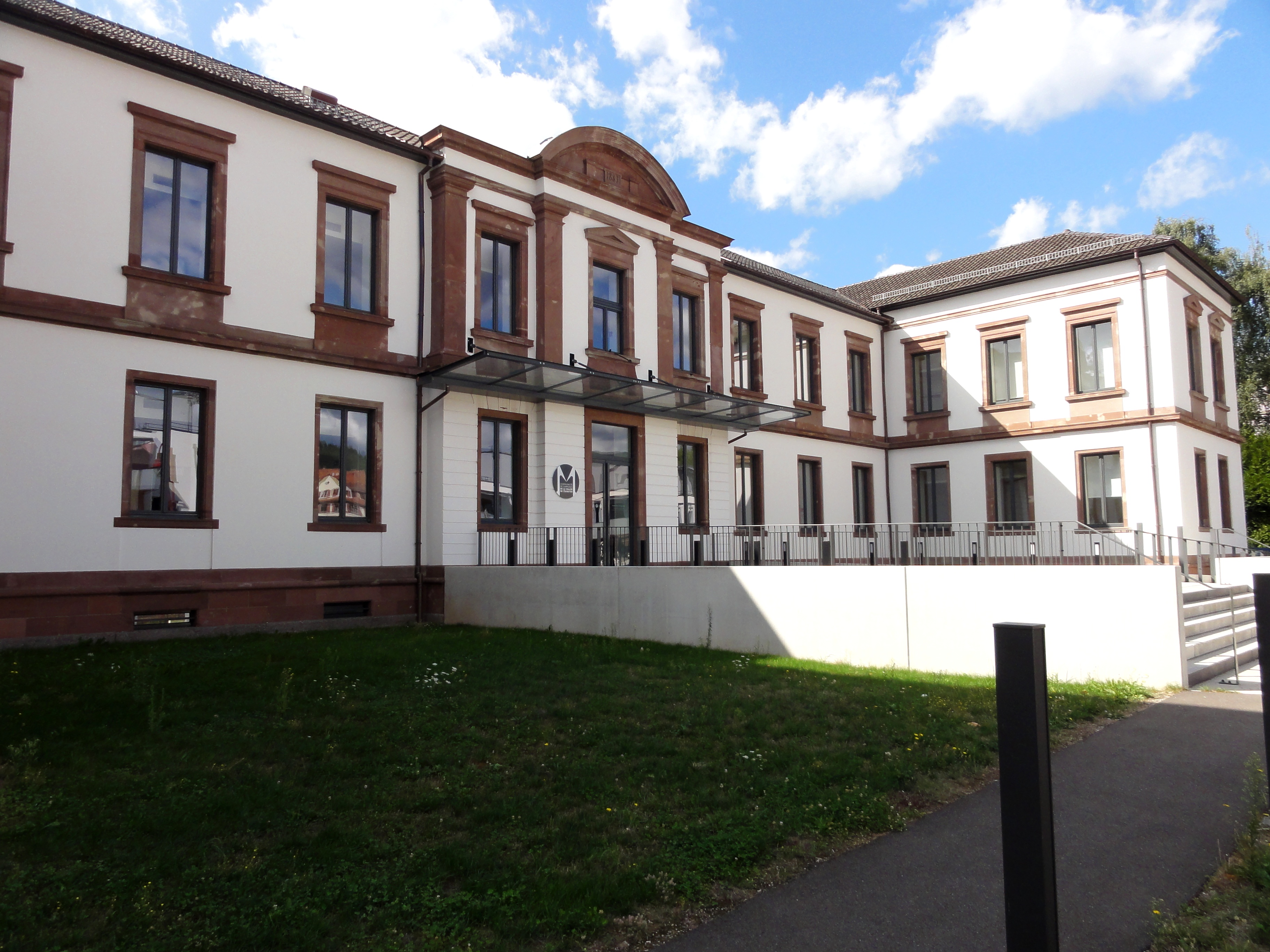
L’ancienne Realschule, désormais siège de la communauté de communes de la Vallée de Munster.

La commune de Munster est membre de la communauté de communes de la Vallée de Munster, un établissement public de coopération intercommunale (EPCI) à fiscalité propre créé le 30 mai 1996 dont la commune est par ailleurs le siège. Ce dernier est par ailleurs membre d'autres groupements intercommunaux.
Sur le plan administratif, elle est rattachée à l'arrondissement de Colmar-Ribeauvillé, à la circonscription administrative de l'État du Haut-Rhin, en tant que circonscription administrative de l'État, et à la région Grand Est.
Sur le plan électoral, elle dépendait jusqu'en 2020 du  canton de Wintzenheim pour l'élection des conseillers départementaux au sein du conseil départemental du Haut-Rhin. Depuis le 1er janvier 2021, elle dépend du même canton pour l'élection des conseillers d'Alsace au sein de la collectivité européenne d'Alsace.

### Élection municipales et communautaires

#### Élections de 2020
| Tête de liste | Tête de liste     | Suffrages | Pourcentage | CM | CC |
| ------------- | ----------------- | --------- | ----------- | -- | -- |
|               | Pierre Dischinger | 635       | 60,24 %     | 22 | 8  |
|               | Julien Hunzinger  | 419       | 39,75 %     | 5  | 1  |

Le conseil municipal de Munster, commune de plus de 1 000 habitants, est élu au scrutin proportionnel de liste à deux tours, sans modification possible de la liste, pour un mandat de six ans renouvelable. Compte tenu de la population communale, le nombre de sièges à pourvoir lors des élections municipales de 2020 est de vingt-sept. Les vingt-sept conseillers municipaux sont élus au premier tour avec un taux de participation de 31,97 %, se répartissant en vingt-deux issus de la liste conduite par Pierre Dischinger (Une Ambition pour Munster) et cinq issus de celle de Julien Hunzinger (Munster commune d’avenir),.
Sur les neuf sièges attribués à la commune au sein du conseil communautaire de la communauté de communes de la Vallée de Munster, huit vont à la liste de Pierre Dischinger et un à la liste de Julien Hunzinger. La maire y siège par ailleurs au bureau et est deuxième vice-président chargé du cadre de vie.

### Autres élections

#### Résultats des élections présidentielles
2002 : Inscrits : 3 321 - Abst. : 21,35 % - Jacques Chirac : 1 956 voix (79,48 %) - Jean-Marie Le Pen : 505 voix (20,52 %)
2007 : Inscrits : 3 324 - Abst. : 18,32 % - Nicolas Sarkozy : 1 747 voix (67,17 %) - Ségolène Royal : 854 voix (32,83 %)
2012 : Inscrits : 3 379 - Abst. : 22,26 % - Nicolas Sarkozy : 1 560 voix (64,30 %) - François Hollande : 866 voix (35,70 %)
2017 : Inscrits : 3 371 - Abst. 25,63% - Emmanuel Macron : 1 245 voix (56,69%) - Marine Le Pen : 951 voix (43,31%)
2022 : Inscrits : 3 297 - Abst. 27,21% - Emmanuel Macron : 1 132 voix (51,31%) - Marine Le Pen : 1 074 voix (48,69%)
(Source : Ministère de l'Intérieur)

### Finances locales
En 2022, le budget de la commune était constitué ainsi :
- total des produits de fonctionnement : 5 218 000 €, soit 1 091 € par habitant ;
- total des charges de fonctionnement : 4 495 000 €, soit 940 € par habitant ;
- total des ressources d'investissement : 1 123 000 €, soit 235 € par habitant ;
- total des emplois d'investissement : 1 126 000 €, soit 235 € par habitant ;
- endettement : 125 000 €, soit 26 € par habitant.

Avec les taux de fiscalité suivants :
- taxe d'habitation : 13,35 % ;
- taxe foncière sur les propriétés bâties : 26,90 % ;
- taxe foncière sur les propriétés non bâties : 85,27 % ;
- taxe additionnelle à la taxe foncière sur les propriétés non bâties : 0,00 % ;
- cotisation foncière des entreprises : 0,00 %.

Chiffres clés Revenus et pauvreté des ménages en 2021 : médiane en 2021 du revenu disponible, par unité de consommation : 21 740 €.

### Jumelages
Munster est associée à Romanèche-Thorins par un pacte d’amitié signé par les maires des deux communes le 26 mai 1985. Un accord similaire la lie à Ihringen, dans le Bade-Wurtemberg, depuis le 30 septembre 1990,.

## Équipements et services publics

### Eau et déchets

#### Prélèvements et distribution d’eau
L’alimentation en eau potable est assurée par la commune par deux unités de distribution, Munster et Munster-Haslach, qui alimentent respectivement 4 813 et 51 habitants en 2014. Au total, l’alimentation de la commune est assurée par onze sources, un forage et huit réservoirs. L’essentiel de l’eau ne provient cependant pas de la commune elle-même, seules deux des sources se trouvant sur le ban communal. Ainsi, les prélèvements en eau potables effectués sur le territoire de la commune en 2014 sont de 1 795 m3, contre 309 810 m3 facturés par la commune. Ce chiffre est supérieur au total des prélèvement effectués sur le territoire communal, même en incluant les prélèvements de surface uniquement destinés aux usages industriels, qui est de 212 335 m3 cette même année,. De manière générale, la consommation d’eau, et par conséquent les prélèvements, sont en baisse : tous type de prélèvements sur le territoire communal confondus, ceux-ci sont ainsi de 142 308 m3 en 2022, dont 963 m3 d’eau potable,

#### Assainissement
L’assainissement est géré par plusieurs entités : la collecte par la commune, le transport par la communauté de communes et le traitement par le Syndicat intercommunal de traitement des eaux usées de Colmar et environs (SITEUCE). En 2014, le réseau fait 23,1 km de long et compte 1 487 abonnés ; il couvre la majorité des zones habitées, bien que certains secteurs peu peuplés et complexes à desservir dépendent encore de l’assainissement non collectif. L’usine textile du couvent dispose par ailleurs de son propre réseau d’assainissement.

#### Gestion des déchets
La collecte des ordures ménagères est gérée par la communauté de communes et son traitement par le Syndicat intercommunal de traitement des déchets de Colmar et environs. La collecte sélective des ordures ménagères résiduelles et des emballages ménagers est effectuée en porte à porte, tandis que la collecte du verre s’effectue via un réseau de conteneurs dédiés. Il existe par ailleurs des sites d’apport volontaire pour le papier, le plastique, les emballages métalliques et les vêtements. La déchèterie intercommunale est en outre située sur le territoire de la commune.

### Espaces publics

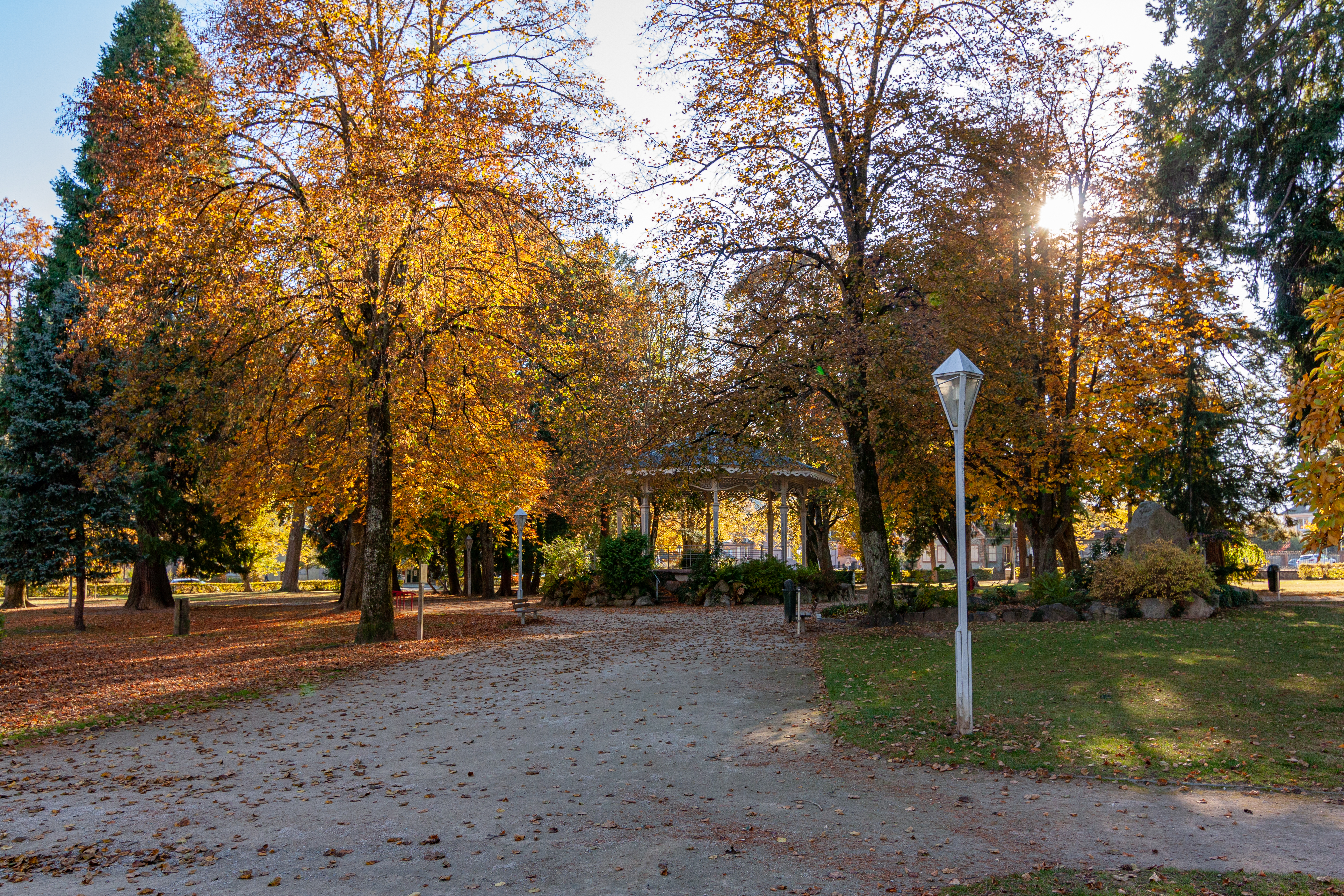
Le parc André Hartmann en 2021.

La commune compte trois parcs publics d’importance, le parc Frédéric Hartmann, le parc Albert Schweitzer et le parc de la Fecht. Ces deux derniers, qui sont accolés l’un à l’autre, font partie de la coulée verte qui suit le cours de la Fecht et contribue à aérer l’espace urbain. Un espace public naturel de moindre importance se trouve au bas du Dubach, le long de la coulée verte secondaire qui s’étend le long du ruisseau de la Petite Fecht.
Située à l’intersection de l’axe église catholique-église protestante et abbaye-mairie, la place du marché constitue l’épicentre de la ville autour duquel s’articule tous les lieux d’importance. Celle-ci, à l’instar de la plupart des places de la commune, est toutefois largement utilisée pour le stationnement, ce qui limite fortement son potentiel de lieu de vie. Hors du centre-ville, les espaces publics se limitent essentiellement à la voirie.

### Enseignement

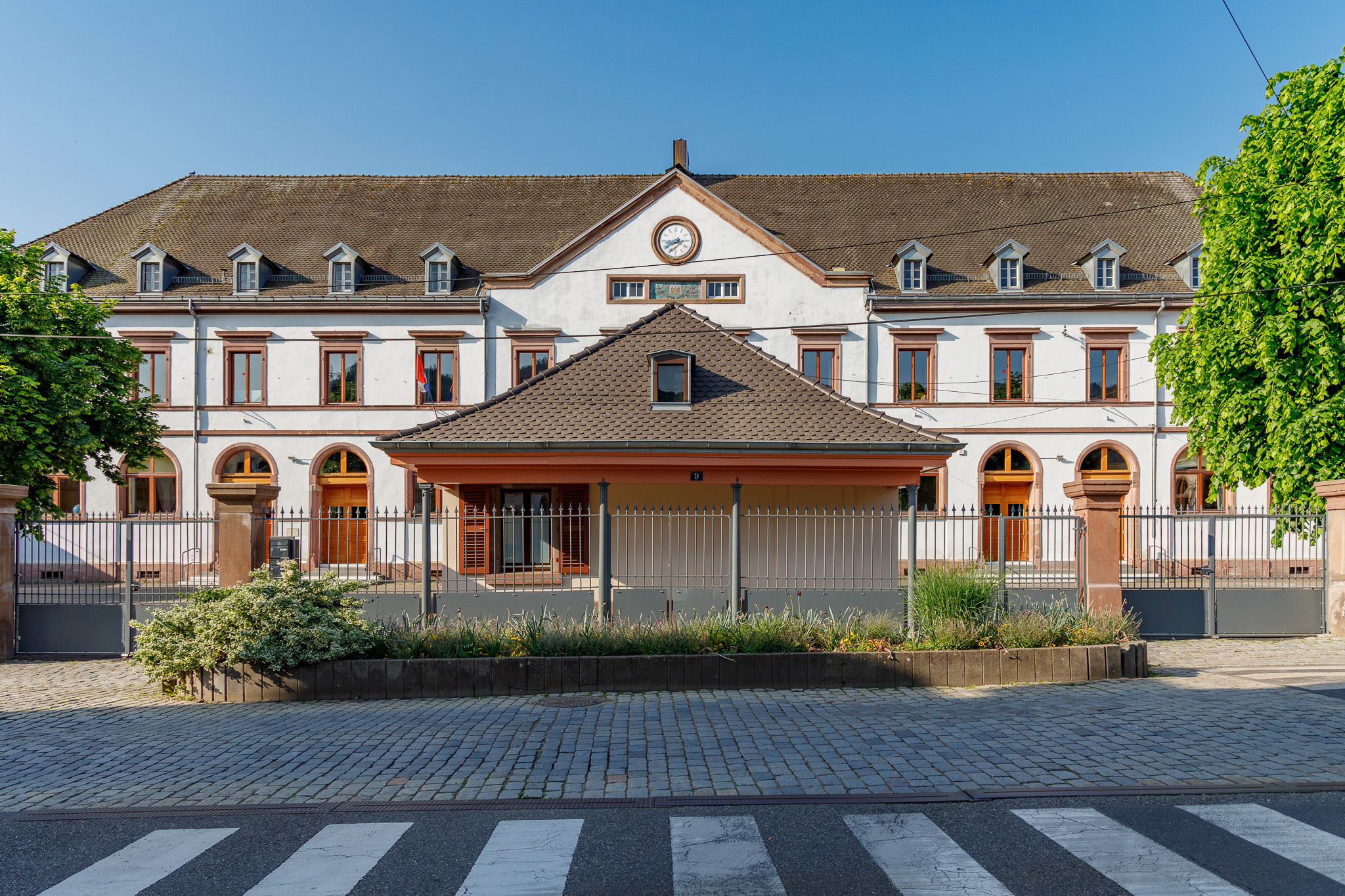
L’école primaire en 2023.

La commune dispose au centre-ville d’une école maternelle et d’une école primaire. Une autre école maternelle se trouve dans le quartier du Badischhof. Quelque peu à l’écart du centre, une cité scolaire regroupe le collège Frédéric Hartmann et le lycée général Frédéric Kirschleger. Au total, les établissements scolaires de la commune ont accueilli cent trente-deux enfants de maternelle et deux cents cinquante-huit de primaire au cours de l’année scolaire 2018-2019 ainsi que six cents cinquante-neuf collégiens et quater cents trente-six lycéens pour l’année scolaire 2017-2018. Pour l’enseignement secondaire professionnel, les établissements les plus proches sont le lycée polyvalent Lazare de Schwendi à Ingersheim et le lycée horticole du Pflixbourg à Wintzenheim.
Il y a aussi une école de musique et de danse, l'École de Musique et de Danse de la Vallée de Munster.

### Santé
Professionnels et établissements de santé :
- Médecins,
- Pharmacies,
- Hôpitaux à Munster, Stosswihr, Gunsbach, Guebwiller.
- Groupe hospitalier de la région de Mulhouse et Sud-Alsace.

### Postes et télécommunications
La commune compte un bureau de poste. La commune fait partie de celles dont le taux de locaux raccordables à la fibre optique du territoire communal au deuxième trimestre 2024 est supérieur à 80 %. En pratique, le territoire communal est couvert par cinq zones arrières de point de mutualisation dont le taux de couverture estimé varie de 88 à 99 %. En ce qui concerne la couverture mobile, à la même date seuls Orange et Free disposent d’émetteurs 5G sur ou à proximité du territoire de la commune. Tous opérateurs confondus, la couverture voix, SMS, 3G et 4G est supérieure à 90 % du territoire. Les zones blanches se concentrent dans les montagnes au Nord du ban communal et, dans une moindre mesure, dans la partie Sud à proximité de Luttenbach.

### Justice, sécurité, secours et défense

#### Pompiers
Le premier règlement municipal connu concernant la lutte contre le feu date de la fin du XVe siècle. Il nomme en particulier des préposés devant coordonner les opérations, les Feuerschauer. La fourniture du matériel est d’abord de la responsabilité des habitants, puis la Ville le prend progressivement à sa charge à partir du XVIIe siècle. Cela inclut notamment l’achat au début du XVIIIe siècle de la première pompe à incendie, qui n’est pas uniquement destinée à Munster, mais doit intervenir dans toute la communauté du Val Saint-Grégoire, avant que d’autres pompes soient achetées pour les autres villages à partir du milieu du XVIIIe siècle. En 1776, Munster dispose de six pompes, nombre important probablement motivé par le souvenir de l’incendie de 1773 ayant détruit une grande partie de la ville.
Conformément à la loi nationale, la lutte contre le feu devient 1789 la responsabilité de la garde nationale. L’organisation se perfectionne au cours du premier tiers du XIXe siècle et un corps militarisé est officiellement créé en 1828. En 1834, l’effectif compte soixante-quatre hommes et neuf pompes. Après 1870, le corps est réorganisé selon la législation allemande, ce qui cause des difficultés jusqu’à la fin des années 1880. En 1878, il compte deux cent vingt hommes organisés en cinq sections : une de sauvetage, trois de pompes et une, la musique, pour le maintien de l’ordre. Pendant la Première Guerre mondiale, les pompiers poursuivent leurs missions jusqu’à ce que l’intensité des bombardements impose l’évacuation en 1915. Le corps n’est reformé qu’en 1920, selon la législation française.
En 2024, Munster comporte un centre de secours, c’est-à-dire comportant un VSAV, rattaché à la 1re compagnie du Service départemental d’incendie et de secours du Haut-Rhin,. Celui-ci sert également de centre de soutien pour une équipe spécialisée de premier secours en montagne. En 2023, les pompiers de Munster ont effectués 715 interventions dont 554 de secours à personne.

## Population et société

### Démographie
L'évolution du nombre d'habitants est connue à travers les recensements de la population effectués dans la commune depuis 1793. Pour les communes de moins de 10 000 habitants, une enquête de recensement portant sur toute la population est réalisée tous les cinq ans, les populations de référence des années intermédiaires étant quant à elles estimées par interpolation ou extrapolation. Pour la commune, le premier recensement exhaustif entrant dans le cadre du nouveau dispositif a été réalisé en 2004.

En 2022, la commune comptait 4 709 habitants, en évolution de +3,27 % par rapport à 2016 (Haut-Rhin : +0,66 %, France hors Mayotte : +2,11 %).
| 1793  | 1800  | 1806  | 1821  | 1831  | 1836  | 1841  | 1846  | 1851  |
| ----- | ----- | ----- | ----- | ----- | ----- | ----- | ----- | ----- |
| 3 027 | 2 207 | 2 861 | 3 545 | 4 340 | 3 953 | 3 350 | 4 437 | 4 646 |

| 1856  | 1861  | 1866  | 1871  | 1875  | 1880  | 1885  | 1890  | 1895  |
| ----- | ----- | ----- | ----- | ----- | ----- | ----- | ----- | ----- |
| 4 914 | 4 995 | 4 762 | 4 616 | 5 148 | 5 136 | 5 390 | 5 664 | 5 800 |

| 1900  | 1905  | 1910  | 1921  | 1926  | 1931  | 1936  | 1946  | 1954  |
| ----- | ----- | ----- | ----- | ----- | ----- | ----- | ----- | ----- |
| 6 085 | 6 082 | 5 974 | 3 932 | 4 641 | 4 907 | 4 772 | 5 064 | 4 974 |

| 1962  | 1968  | 1975  | 1982  | 1990  | 1999  | 2004  | 2006  | 2009  |
| ----- | ----- | ----- | ----- | ----- | ----- | ----- | ----- | ----- |
| 4 965 | 4 888 | 4 932 | 4 661 | 4 657 | 4 884 | 5 108 | 5 041 | 4 889 |

| 2014  | 2019  | 2022  | - | - | - | - | - | - |
| ----- | ----- | ----- | - | - | - | - | - | - |
| 4 645 | 4 699 | 4 709 | - | - | - | - | - | - |

### Manifestations culturelles et festivités
En moyenne, une dizaine de manifestations d’intérêt départemental ou supérieur ont lieu chaque année dans la commune. Les principales sont le Festival de Jazz, généralement organisé au moi de mai, et l’édition locale du marché de Noël, appelée Bredlamarik.

### Cultes
Pour le catholicisme, la commune fait partie de la communauté de paroisses de la Vallée de Munster, rattachée à la zone pastorale Vignobles et vallées de l’archidiocèse de Strasbourg. Elle est placée sous le patronage d’Hildegarde de Bingen et regroupe, outre celle de Munster, les paroisses de Gunsbach-Griesbach, Metzeral-Sondernach, Mittlach, Muhlbach-Breitenbach, Soultzbach-les-Bains, Stosswihr-Ampfersbach, Walbach, Wasserbourg, Wihr-au-Val et Zimmerbach. La messe dominicale est dite par roulement dans les différentes églises de la communauté et une messe une fois par mois dans chaque maison de retraite de la commune.
La paroisse protestante de Munster est regroupée avec la paroisse de Gunsbach-Griesbach-au-Val dans la section « Entrée de Vallée » du consistoire des protestants de la Vallée de Munster. D’obédience luthérienne, celui-ci est rattaché à l’Union des Églises protestantes d’Alsace et de Lorraine. Le culte a lieu un dimanche sur deux à Munster, en alternance avec Gunsbach. Le principal autre courant du protestantisme présent dans la commune est l’Église évangélique méthodiste. Un culte a lieu chaque dimanche à l’église de la Paix, qui est rattachée à l’Union de l’Église évangélique méthodiste de France, elle-même membre de la Fédération protestante de France.

## Économie

### Emploi
La commune est marquée par un taux d’activité de seulement 44 % en 2016. Ce faible taux est en grande partie lié d’une part à l’augmentation constante de la proportion de retraités, passée de 29,8 % en 2010 à 37 % en 2021, et d’autre part à un taux de chômage qui élevé. En effet, selon l’INSEE, celui-ci est entre 10 et 12 % depuis 2010, tandis que selon le nombre d’inscrit en 2018 à Pôle Emploi, il est de 16 %, soit 6 % de plus que la moyenne de la communauté de commune,.
Dans le premier quart du XXIe siècle, le secteur d’emploi dominant est celui du commerce et des services, qui représente environ 42 % des emplois. Le second employeur de la commune est l’administration publique, qui représente environ 35 % des emplois. Les emplois dans le secteur de la construction restent stables (7 %), mais la part de l’industrie, autrefois importante, poursuit sa baisse : 16 % en 2015, mais plus que 14,1 % en 2022,. Seulement un tiers de ces emplois sont occupés par des résidents de la commune, 44 % l’étant par des résidents d’autres communes de la communauté de communes, notamment celles du fond de vallée comme Soultzeren, Metzeral ou Stosswihr. Paradoxalement, les résidents de la commune ne travaillent pour la majorité pas dans la commune, ni dans la communauté de communes, 46 % travaillant ailleurs dans le Haut-Rhin, notamment à Colmar et Wintzenheim,.

### Revenus de la population et fiscalité
Le taux de chômage élevé à un impact direct sur le taux de pauvreté, qui est proche de la moyenne française avec 15 % en 2016 et 13 % en 2021, mais sensiblement plus élevé que le taux moyen dans la communauté de communes (8,9 % en 2016). Le revenu médian est par conséquent lui aussi assez faible avec 19 400 € par an en 2016, soit 2 875 € plus faible que la moyenne départementale et même 1 401 € de moins que la moyenne nationale,.

### Entreprises et commerces

#### Industrie
Le vallon du Heidenbach est exploité à partir du début de l’époque moderne pour sa tétraédrite, qui permet d’en tirer principalement du cuivre, mais aussi de l’arsenic, de l’antimoine et de l’argent. Le filon étant assez pauvre, l’exploitation, peu rentable, est abandonnée avant le XXe siècle.

#### Tourisme
L’activité touristique est en développement, la hausse des capacités d’hébergement se concentrant sur les gîtes et meublés de location, le nombre d’hôtel restant stable. En 2017, la commune compte ainsi cinq hôtels, un camping, sept chambres d’hôtes et quarante-cinq gîtes et meublés de location. Tous hébergements confondus, le nombre de nuitées cette année-là s’est élevé à 99 679.

## Culture locale et patrimoine

### Lieux et monuments
La ville ayant été fortement remaniée pendant la révolution industrielle puis très endommagée pendant la Première Guerre mondiale, il ne subsiste que peu de monuments antérieurs au XIXe siècle. Parmi ceux-ci, les plus remarquables sont l’hôtel de ville, qui conserve sa façade de 1550, l’ancienne halle, dite La Laub, construite datant de 1503 et la fontaine au Lion de 1576 sur la place du Marché,,. Dans les montagnes et à cheval sur les communes de Munster et Griesbach-au-Val se trouvent également les ruines du château de Schwarzenberg, construit en 1261.
De l’abbaye de Munster ne subsistent que les ruines du cloître ainsi que le palais abbatial et une partie de l’aile orientale du cloître, datant tous deux du XVIIIe siècle. Le principal patrimoine religieux est ainsi l’église protestante de style néo-roman construite en 1873, ainsi que l’église catholique, qui a été fondée au XIIIe siècle, mais dont l’architecture date majoritairement des XVIIIe et XIXe siècles,. La ville compte deux autres églises construites à la fin du XIXe siècle et au début du XXe siècle par des groupes évangéliques,.
La majorité du patrimoine est lié à la famille Hartmann et à leurs manufactures textiles. L’usine du Graben est la plus ancienne, mais, du fait des dommages de la Première Guerre mondiale, il n’en subsiste que quelques bâtiments, dont la conciergerie de style néoclassique construite en 1799 et la « àlt Krahj », un atelier de fabrication de 1812,. Les bâtiments de l’usine du Couvent, partiellement en friche, datent pour l’essentiel des années 1920 et 1930.

De nombreuses cités ouvrières ont été construites pour loger les ouvriers et constituent un élément distinct de l’architecture résidentielle. La plupart datent du premier quart du XXe siècle, comme la cité du Graben et la cité Cayenne,, mais quelques unes remontent au XIXe siècle, notamment la cité Petite Vallée, construite en 1885 sur le modèle du carré mulhousien.

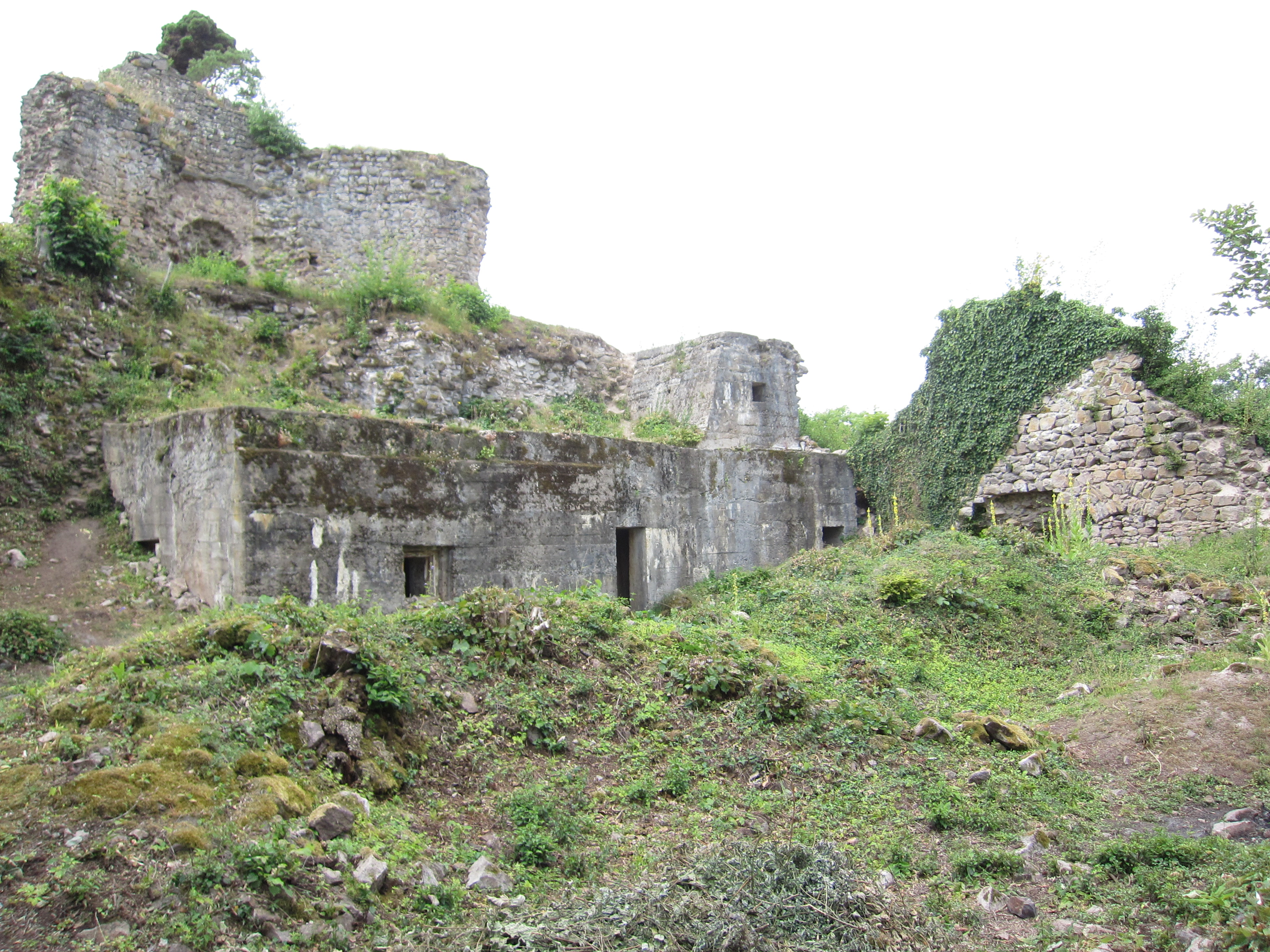
Ruines du Schwarzenberg (1261).
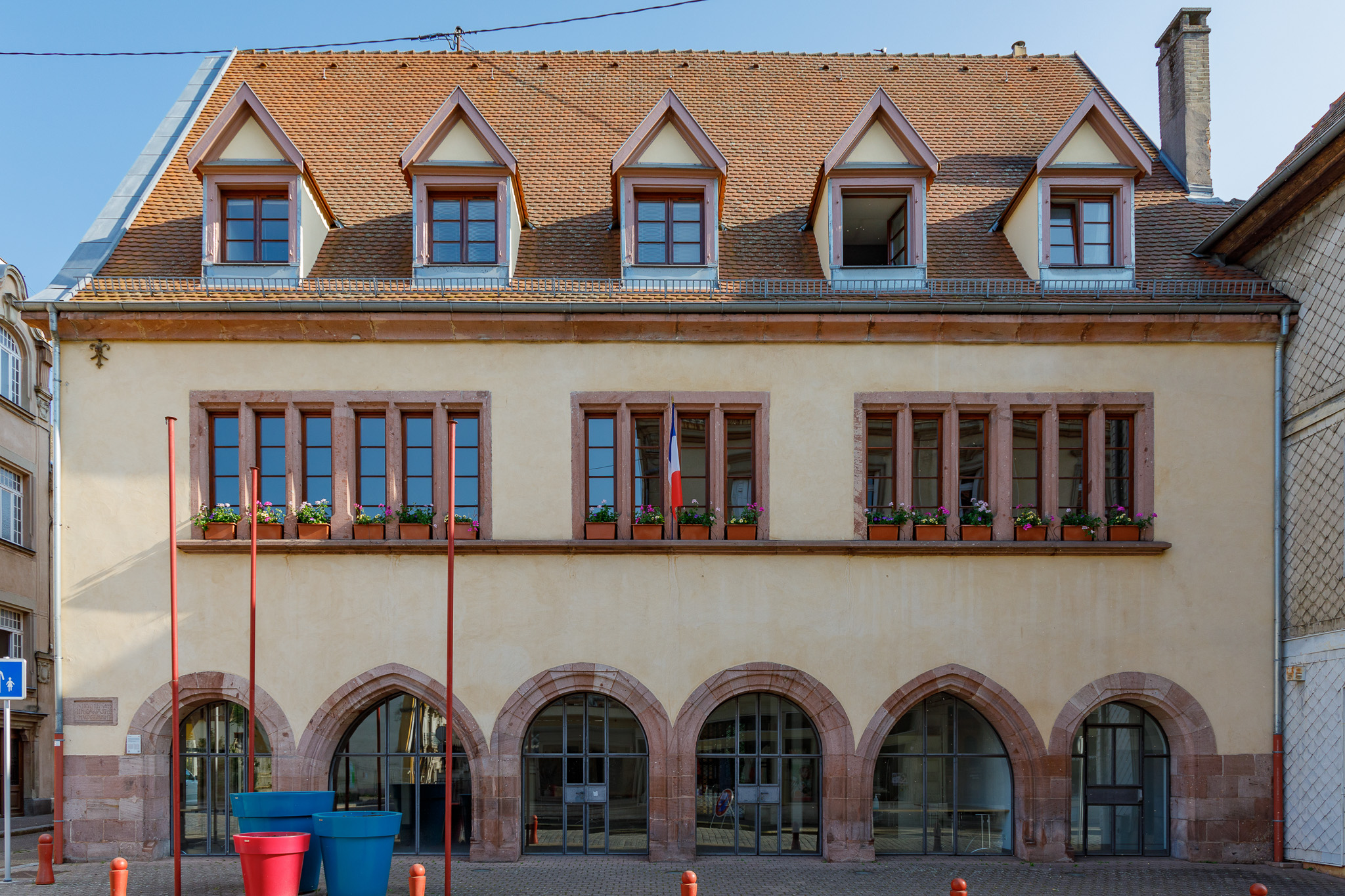
La Laub (1503).
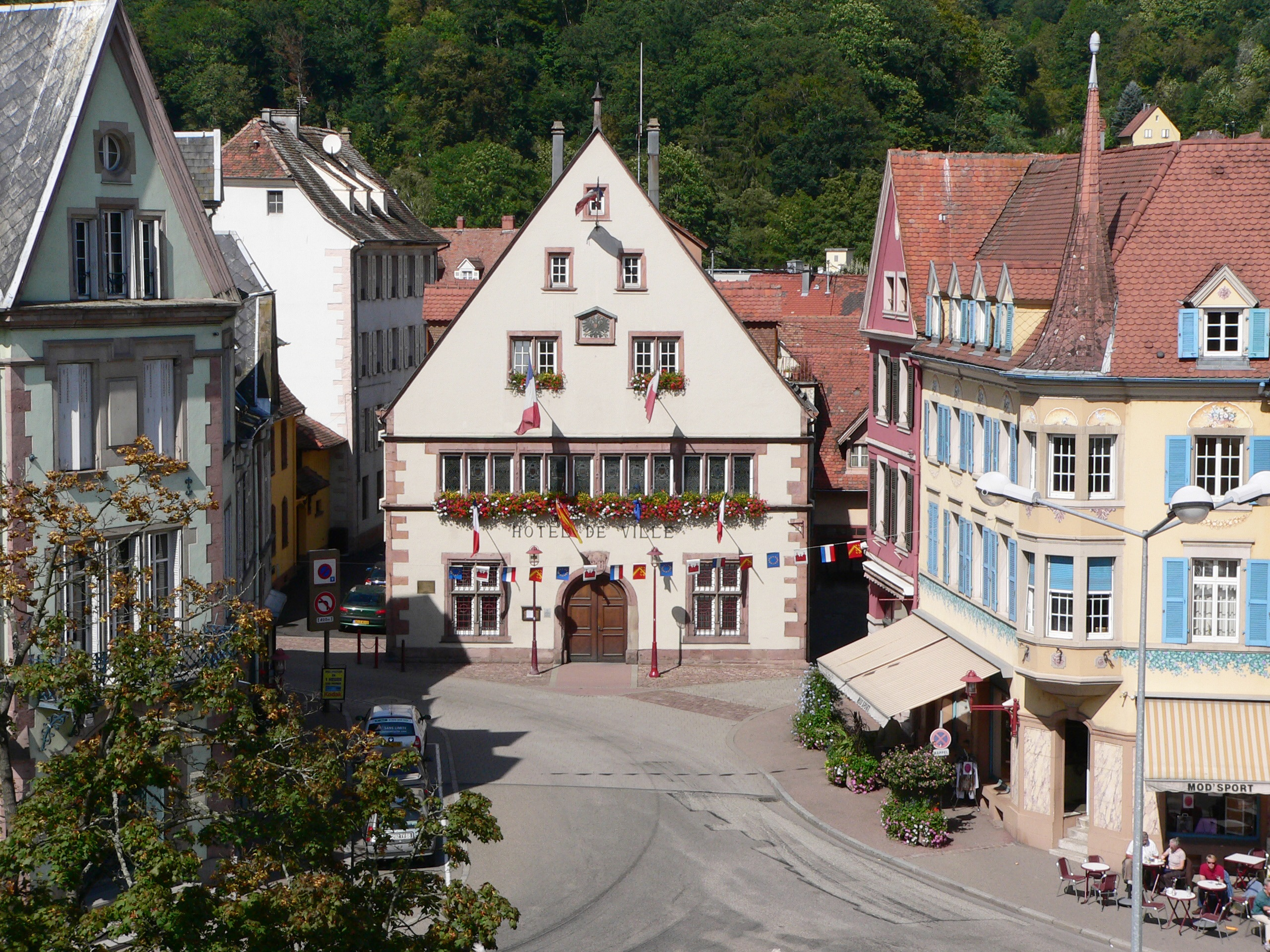
Façade de la mairie (1855).
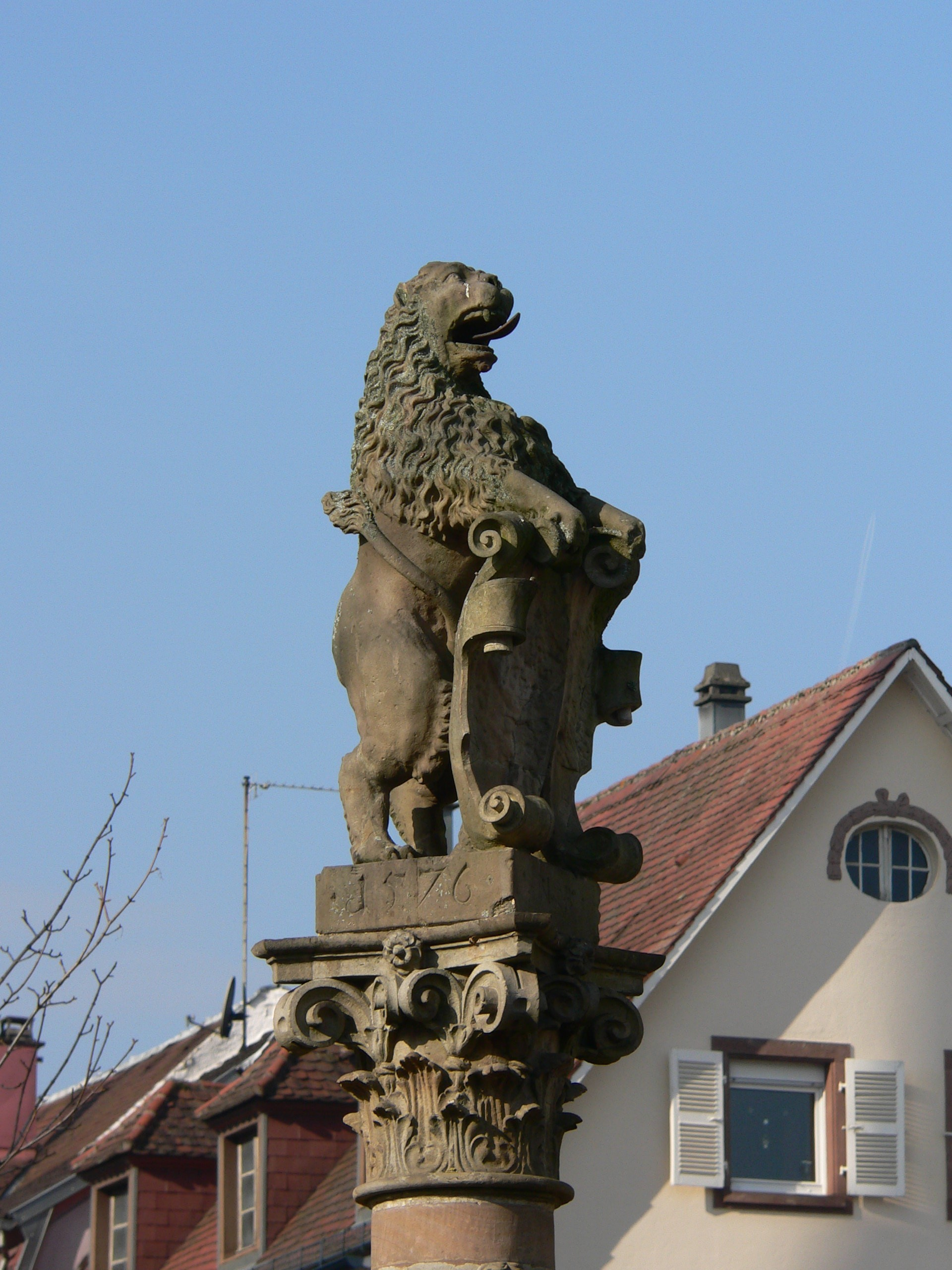
Statue de la fontaine au lion (1576).
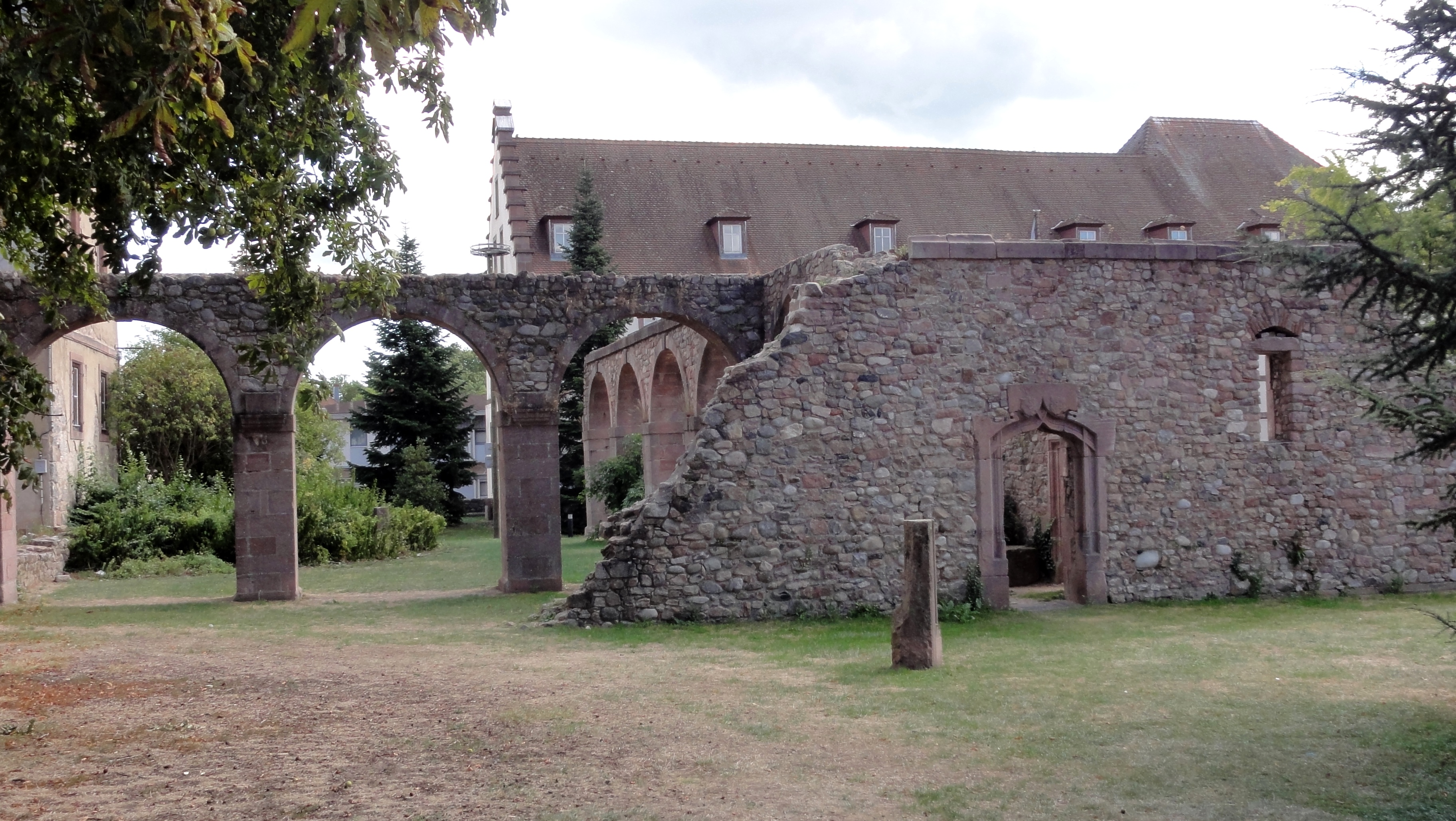
Ruines de l’abbaye (XVe – XVIIIe siècles).
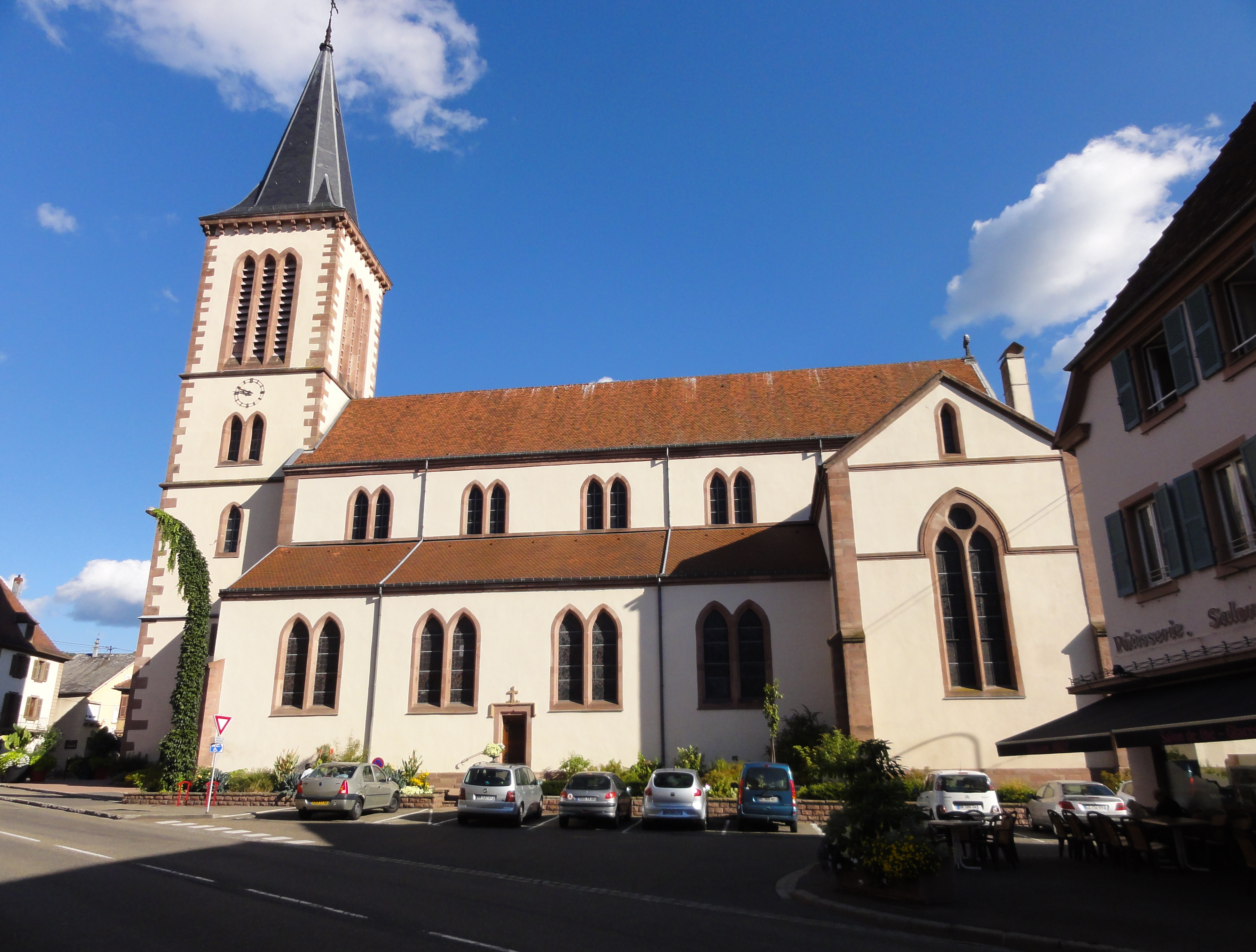
Église Saint-Léger (XVIIIe – XIXe siècles).
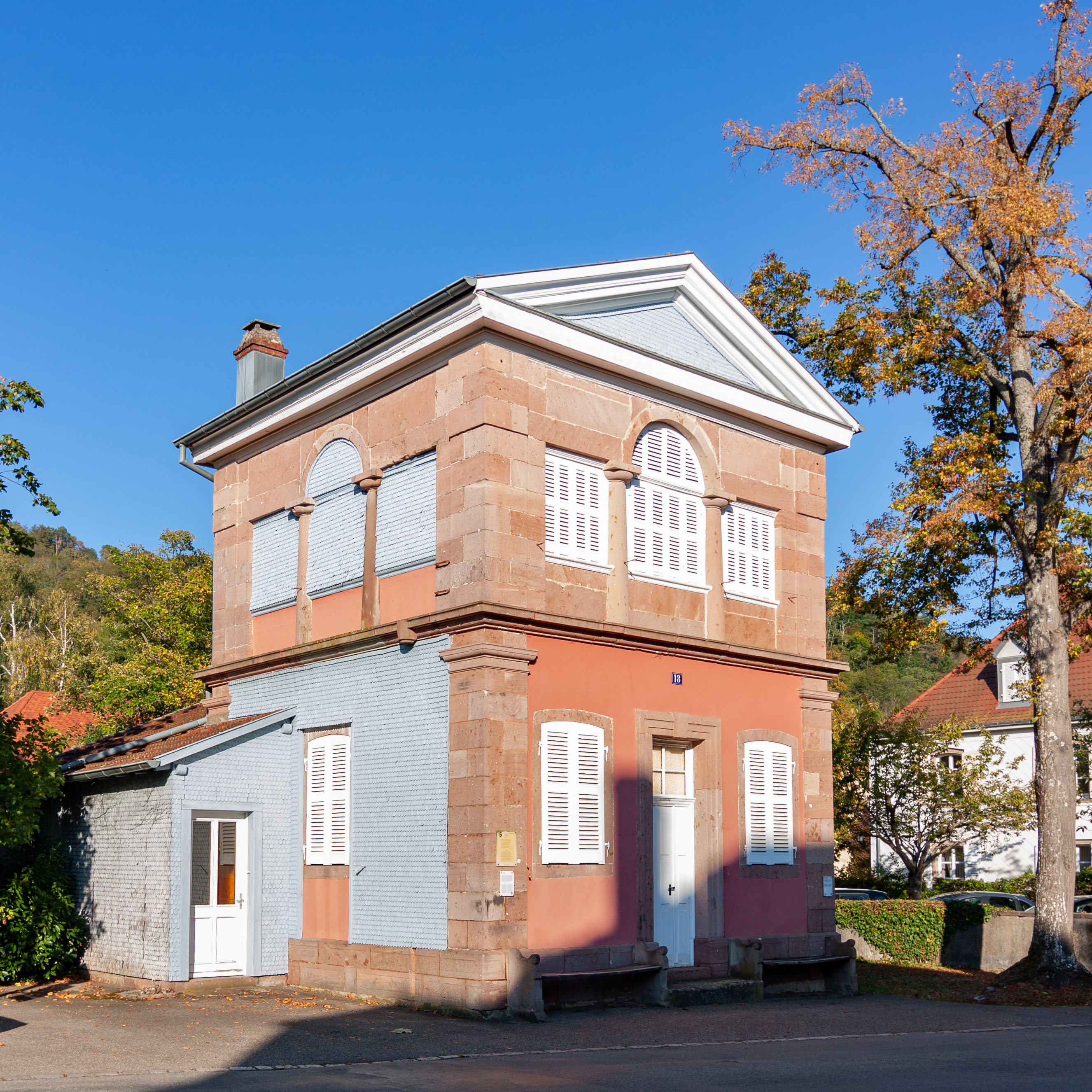
Ancienne conciergerie de l’usine du Graben (1799).
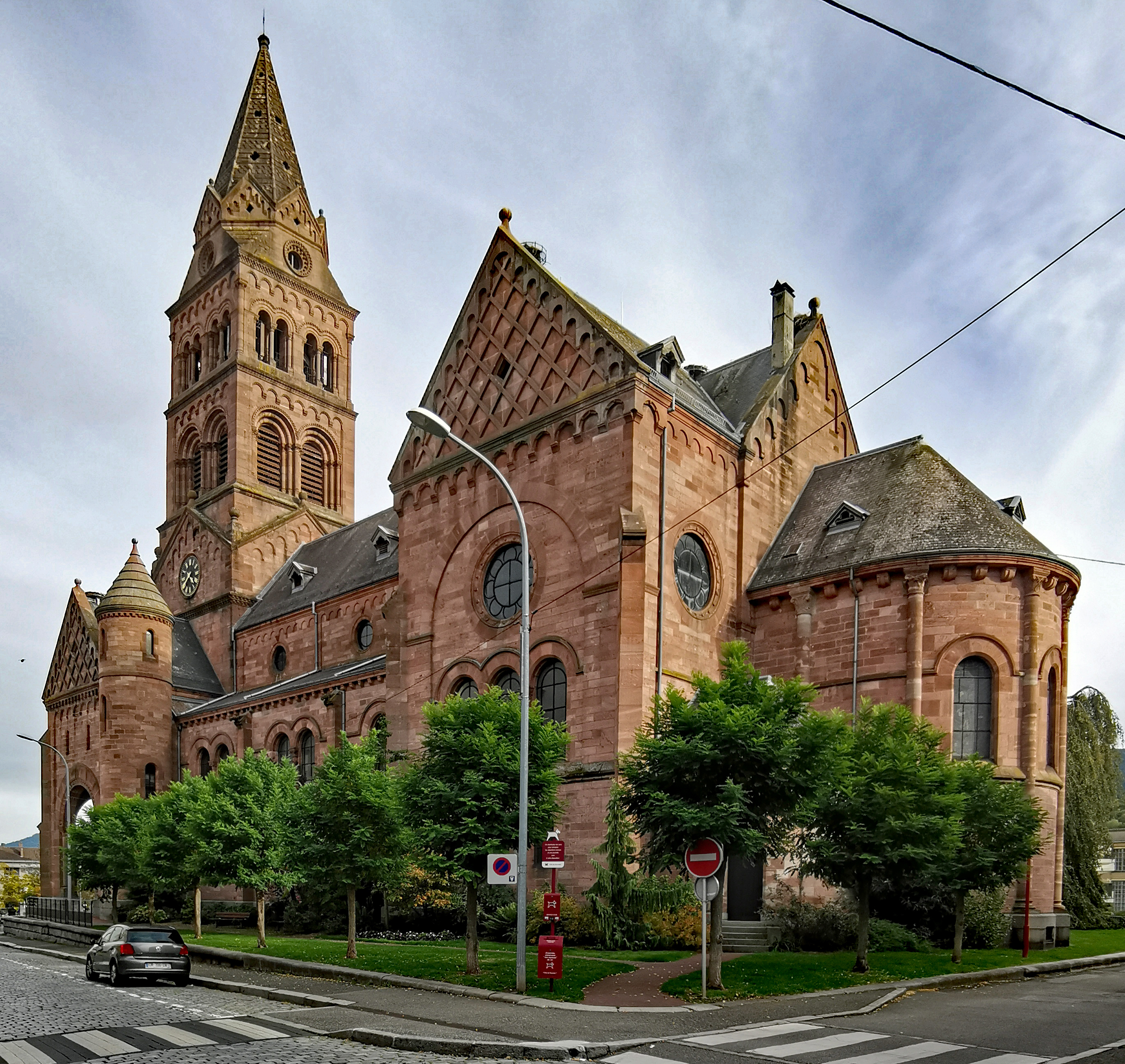
Église protestante (1873).

### Personnalités liées à la commune

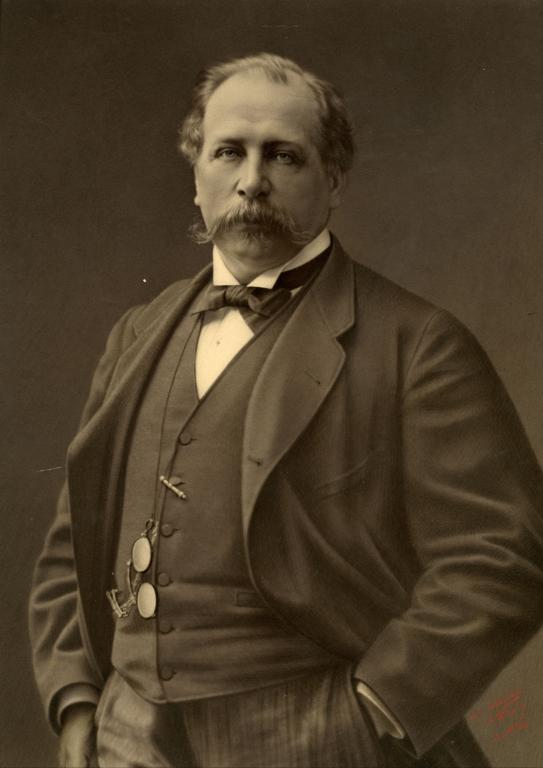
Frédéric Hartmann, maire de 1857 à 1880.

Les personnalités antérieures au XIXe siècle sont pour la plupart en lien avec l’abbaye. Le théologien et historien Augustin Calmet a ainsi appris la théologie et l’a enseignée à l’abbaye.
Une grande partie des personnalités notables de la commune aux XIXe siècle sont des membres de la famille Hartmann ou liée à celle-ci. André Hartmann est le fondateur de la dynastie et a également été maire de Munster de 1792 à 1815. Son fils André Frédéric Hartmann a poursuivi le développement de la commune et a été aussi député et pair de France. Neveu du précédent, Frédéric Hartmann a lui aussi été député-maire de la commune. Dans l’entourage des Hartmann évoluent d’autres personnalités, comme Henri Loewel, chimiste travaillant pour eux, conseiller municipal et fondateur de l’hôpital qui porte son nom, ou des dessinateurs de la manufacture, comme Mathias Doll. Quelques personnalités de cette époque ne sont toutefois pas liées directement aux industriels, comme le botaniste Frédéric Kirschleger
Les personnalités du XXe siècle comptent de nombreux historiens et folkloristes, comme Jeanne Lau, Jean Matter et Gérard Leser,,. Les écrivains sont également bien représentés, avec notamment Marcel Haedrich, Alfred Kern et Martin Graff,,.

### Héraldique

Les armoiries adoptées en 1961.

Les armoiries ont été adoptées par le conseil municipal le 15 mars 1961 dans leur forme proposée par la commission départementale d’héraldique présidée par Christian Wilsdorf, qui les blasonne de la manière suivante : « D’argent au portail d’église entre deux tours pavillonnées et sommées de croix, le tout de gueules ».
Ces armoiries reprennent celles utilisées à partir du XIIIe siècle, les couleurs étant connues par les vitraux de la fin du XVe siècle du Koïfhus à Colmar représentant les villes de la Décapole. Il semble toutefois qu’au Moyen Âge la Ville utilisait également souvent les armoiries du Saint-Empire romain germanique du fait de son statut de ville impériale. Celles-ci se retrouvent ainsi sur la façade de l’hôtel de ville et sur la fontaine de la place du marché. L’armorial général de France a ajouté en 1696 une terrasse de sinople aux armoiries municipales. Celle-ci a été expurgée dans la version de 1961, car elle est non-conforme aux règle héraldiques et cet armorial n’a au demeurant qu’une faible valeur historique, ayant été composé d’abord pour des raisons fiscales.
La couleur ancienne du drapeau et de la livrée des employés municipaux est mal connue. Le seul document à l’évoquer date de 1719 et mentionne du drap rouge et bleu.